# Chamberlainia turgida
Chamberlainia turgida là một loài Rêu trong họ Brachytheciaceae. Loài này được (Hartm.) H. Rob. mô tả khoa học đầu tiên năm 1962.